# Aleurotrachelus tuberculatus
Aleurotrachelus tuberculatus es una especie de insecto hemíptero de la familia Aleyrodidae y la subfamilia Aleyrodinae. Se distribuyen por Asia centro-sudoriental.
Fue descrita científicamente por primera vez por Singh en 1933.